# Mistrzostwa Europy w Koszykówce Mężczyzn 1979
Mistrzostwa Europy w koszykówce mężczyzn 1979 – dwudzieste pierwsze finały Mistrzostw Europy w koszykówce mężczyzn. Rozgrywane w dniach od 9 czerwca do 19 czerwca 1979 roku w czterech miastach na terenie Włoch.

## Areny mistrzostw
| Miasto  | Hala                | Runda/Grupa                     | Pojemność |
| ------- | ------------------- | ------------------------------- | --------- |
| Wenecja | Palasport Taliercio | Grupa A                         | 3,500     |
| Siena   | PalaSclavo          | Grupa B                         | 6,000     |
| Gorycja | PalaGrappate        | Grupa C                         | 6,000     |
| Turyn   | PalaRuffini         | Runda klasyfikacyjna i finałowa | 10,000    |

## Klasyfikacja końcowa
1. ZSRR
2. Izrael
3. Jugosławia
4. Czechosłowacja
5. Włochy
6. Hiszpania
7. Polska
8. Francja
9. Grecja
10. Holandia
11. Bułgaria
12. Belgia

## Przebieg turnieju

### Runda wstępna

#### Grupa A -Wenecja
| Msc. | Zespół         | Pkt. | Wygr. | Por. | Różnica |
| ---- | -------------- | ---- | ----- | ---- | ------- |
| 1    | Czechosłowacja | 6    | 3     | 0    | +34     |
| 2    | Włochy         | 5    | 2     | 1    | +33     |
| 3    | Grecja         | 4    | 1     | 2    | -12     |
| 4    | Belgia         | 3    | 0     | 3    | -55     |

| Czechosłowacja | 90 - 69 | Belgia |
| Czechosłowacja | 74 - 67 | Grecja |
| Belgia         | 68 - 92 | Grecja |
| Belgia         | 76 - 86 | Włochy |
| Czechosłowacja | 74 - 68 | Włochy |
| Grecja         | 52 - 81 | Włochy |

#### Grupa B -Siena
| Msc. | Zespół    | Pkt. | Wygr. | Por. | Różnica |
| ---- | --------- | ---- | ----- | ---- | ------- |
| 1    | Hiszpania | 6    | 3     | 0    | +37     |
| 2    | ZSRR      | 5    | 2     | 1    | +30     |
| 3    | Holandia  | 4    | 1     | 2    | -25     |
| 4    | Bułgaria  | 3    | 0     | 3    | -42     |

| Holandia          | 87 - 82  | Bułgaria          |
| Hiszpania         | 85 - 81  | Bułgaria          |
| Związek Radziecki | 104 - 71 | Bułgaria          |
| Holandia          | 83 - 105 | Hiszpania         |
| Holandia          | 84 - 92  | Związek Radziecki |
| Hiszpania         | 101 - 90 | Związek Radziecki |

#### Grupa C -Gorycja
| Msc. | Zespół     | Pkt. | Wygr. | Por. | Różnica |
| ---- | ---------- | ---- | ----- | ---- | ------- |
| 1    | Izrael     | 5    | 2     | 1    | 0       |
| 2    | Jugosławia | 5    | 2     | 1    | +21     |
| 3    | Polska     | 4    | 1     | 2    | -6      |
| 4    | Francja    | 4    | 1     | 2    | -15     |

| Polska     | 85 - 73  | Francja    |
| Francja    | 92 - 83  | Izrael     |
| Izrael     | 86 - 78  | Polska     |
| Jugosławia | 76 - 77  | Izrael     |
| Polska     | 95 - 102 | Jugosławia |
| Jugosławia | 80 - 65  | Francja    |

### Runda klasyfikacyjna -Turyn
Rozgrywki o miejsca 7-12:
| Msc.   | Zespół   | Pkt. | Wygr. | Por. | Różnica |
| ------ | -------- | ---- | ----- | ---- | ------- |
| 1 (7)  | Polska   | 9    | 4     | 1    | +30     |
| 2 (8)  | Francja  | 9    | 4     | 1    | +22     |
| 3 (9)  | Grecja   | 8    | 3     | 2    | +37     |
| 4 (10) | Holandia | 8    | 3     | 2    | +34     |
| 5 (11) | Bułgaria | 6    | 1     | 4    | -14     |
| 6 (12) | Belgia   | 5    | 0     | 5    | -109    |

| Bułgaria | 114 - 98 | Belgia   |
| Francja  | 111 - 98 | Belgia   |
| Holandia | 115 - 85 | Belgia   |
| Belgia   | 84 - 110 | Polska   |
| Bułgaria | 77 - 80  | Francja  |
| Polska   | 85 - 78  | Bułgaria |
| Bułgaria | 85 - 100 | Grecja   |
| Grecja   | 74 - 76  | Francja  |
| Holandia | 75 - 79  | Grecja   |
| Polska   | 77 - 73  | Grecja   |
| Holandia | 67 - 80  | Francja  |
| Polska   | 78 - 94  | Holandia |
| Belgia   | 81 - 105 | Grecja   |
| Holandia | 78 - 72  | Bułgaria |
| Polska   | 89 - 82  | Francja  |

### Runda finałowa -Turyn
Dwie najlepsze drużyny rundy finałowej spotkały się w finale. Drużyny z miejsca 3 i 4 zagrały w spotkaniu o trzecie miejsce.
| Msc. | Zespół         | Pkt. | Wygr. | Por. | Różnica |
| ---- | -------------- | ---- | ----- | ---- | ------- |
| 1    | ZSRR           | 9    | 4     | 1    | +40     |
| 2    | Izrael         | 8    | 3     | 2    | -27     |
| 3    | Jugosławia     | 8    | 3     | 2    | +21     |
| 4    | Czechosłowacja | 7    | 2     | 3    | -11     |
| 5    | Włochy         | 7    | 2     | 3    | -14     |
| 6    | Hiszpania      | 6    | 1     | 4    | -7      |

| Ixrael         | 94 - 93   | Czechosłowacja    |
| Czechosłowacja | 107 - 100 | Hiszpania         |
| Jugosławia     | 97 - 79   | Czechosłowacja    |
| Czechosłowacja | 66 - 71   | Związek Radziecki |
| Izrael         | 78 - 90   | Włochy            |
| Włochy         | 81 - 80   | Hiszpania         |
| Włochy         | 80 - 95   | Jugosławia        |
| Włochy         | 84 - 90   | Związek Radziecki |
| Hiszpania      | 84 - 88   | Izrael            |
| Jugosławia     | 108 - 100 | Hiszpania         |
| Izrael         | 71 - 92   | Związek Radziecki |
| Jugosławia     | 77 - 96   | Związek Radziecki |
| Izrael         | 77 - 76   | Jugosławia        |
| Czechosłowacja | 96 - 90   | Włochy            |
| Hiszpania      | 92 - 81   | Związek Radziecki |

### Finały

#### Mecz o trzecie miejsce
Jugosławia 99

 Czechosłowacja 92

#### Finał
19 czerwca 1979

 ZSRR 98

 Izrael 76

## Składy drużyn
1. Związek Radziecki: Siergiej Biełow, Anatolij Myszkin, Władimir Tkaczenko, Iwan Jedieszko, Aleksandr Biełostiennyj, Stanisław Jeriomin, Valdemaras Chomičius, Ałżan Żarmuchamiedow, Siergiej Tarakanow, Władimir Żygilij, Aleksandr Salnikow, Andriej Łopatow (Trener: Aleksander Gomelski)
2. Izrael: Mickey Berkowitz, Lou Silver, Motti Aroesti, Jehoszua „Szuki” Schwartz, Eric Menkin, Steve Kaplan, Bo’az Janaj, Awigdor Moskowicz, Barry Leibowitz, Pinchas Hozez, Uri Ben-Ari, Szaj Szarf (Trener: Ralph Klein)
3. Jugosławia: Krešimir Ćosić, Mirza Delibašić, Dražen Dalipagić, Dragan Kićanović, Zoran Slavnić, Žarko Varajić, Željko Jerkov, Rajko Žižić, Peter Vilfan, Mihovil Nakić, Ratko Radovanović, Duje Krstulović (Trener: Petar Skansi)
7. Polska: Leszek Chudeusz, Krzysztof Fikiel, Tomasz Garliński, Eugeniusz Kijewski, Zbigniew Kudłacz, Mieczysław Młynarski, Zdzisław Myrda, Ryszard Prostak, Wojciech Rosiński, Andrzej Seweryn, Justyn Węglorz, Dariusz Zelig (Trener: Jerzy Świątek)